# Rudolf Promies
Rudolf Promies (* 6. Dezember 1927; † 27. Oktober 1980) war ein deutscher Offizier.

## Leben
Er war als Oberst vom 27. November 1972 bis zum 31. März 1975 Chef des Stabes der 1. Panzerdivision in Hannover und anschließend bis zum 31. März 1980 Kommandeur der Panzerbrigade 14 in Koblenz.
Promies kommandierte vom 1. April 1980 bis zu seinem frühen Tod am 27. Oktober 1980 die Artillerieschule in Idar-Oberstein. Mit Antritt dieser Position wurde er zum Brigadegeneral befördert.
Sein Nachfolger wurde Brigadegeneral Christoph-Adolf Fürus.